# Ornithogalum mysum
Ornithogalum mysum är en sparrisväxtart som beskrevs av Franz Speta. Ornithogalum mysum ingår i släktet stjärnlökar, och familjen sparrisväxter. Inga underarter finns listade i Catalogue of Life.